# Martin-de-Viviès
Martin-de-Viviès is de enige nederzetting op het eiland Amsterdam in de zuidelijke Indische Oceaan.
Het eiland behoort tot het district Saint-Paul en Amsterdam van de Franse Zuidelijke Gebieden. Het ligt aan de noordkant van het eiland en er wonen ongeveer 20 wetenschappers en medewerkers.
Het station heette oorspronkelijk Camp Heurtin en is operationeel sinds 1 januari 1981. Het verving het eerste station La Roche Godon. Het is genoemd naar Paul de Martin de Viviès die met tien anderen in de winter van 1949 verbleef op het eiland.